# Съюз 90/Зелените
Вижте пояснителната страница за други значения на Зелените.
Съюз 90/Зелените (на немски: Bündnis 90/Die Grünen) е левоцентристка зелена партия в Германия. Създадена е през 1993 г. с обединението на западногерманската партия Зелените и „Съюз 90“, коалиция на няколко източногермански антикомунистически организации. През 1998 – 2005 г. партията участва в правителството на Герхард Шрьодер в коалиция с Германската социалдемократическа партия.
На федералните избори през 2009 г. Съюз 90/Зелените получава най-добрия резултат в историята си (10,7%). Поредицата от провинциални избори през 2011 г. също е изключително успешна за партията, като в Баден-Вюртемберг тя за пръв път излиза на първо място и нейният представител Винфрид Кречман оглавява правителството на провинцията.